# Eremus parvospinus
Eremus parvospinus är en insektsart som beskrevs av Liu, Xiangwei och Haisheng Yin 2002. Eremus parvospinus ingår i släktet Eremus och familjen Gryllacrididae. Inga underarter finns listade i Catalogue of Life.